# Garrigues (Tarn)
Garrigues – miejscowość i gmina we Francji, w regionie Oksytania, w departamencie Tarn.
Według danych na rok 1990 gminę zamieszkiwały 154 osoby, a gęstość zaludnienia wynosiła 15 osób/km² (wśród 3020 gmin regionu Midi-Pireneje Garrigues plasuje się na 909. miejscu pod względem liczby ludności, natomiast pod względem powierzchni na miejscu 1066.).